# Attu (isola)
Attu è un'isola degli Stati Uniti d'America, la più occidentale ed estesa delle Isole Near, appartenenti all'arcipelago delle Aleutine. L'isola di Attu è circondata da varie piccole isole satelliti: le Cooper, le Gibson, Hodikof, Kennon, Loaf, Peaked e Savage.
Con la sua vicina Kiska è stata l'unica parte del territorio americano ad essere stata occupata dal Giappone durante la seconda guerra mondiale, dall'ottobre 1942 al maggio 1943. È anche uno dei tre unici siti sul suolo americano (gli altri sono le isole Hawaii per l'attacco di Pearl Harbor e l'Isola di Unalaska
per la battaglia di Dutch Harbor) in cui si sia combattuta una battaglia di questa guerra, la battaglia di Attu.
Nel 2010 la locale stazione di guardia costiera americana ha cessato permanentemente l'attività, e i 20 occupanti hanno lasciato l'isola, tuttora disabitata.